# Bells of Doom
Albums de Therion
Secret of the Runes
(2001) Live in Midgård
(2002)
Bells of Doom est une compilation du groupe suédois de death metal symphonique Therion, publiée le 31 octobre 2001 par Therion Society, le fan club officiel du groupe.
Les deux premières chansons proviennent des premiers concerts du groupe lorsqu'il était encore appelé « Blitzkrieg ».

## Liste des chansons
| No  | Titre                         | Durée |
| --- | ----------------------------- | ----- |
| 1.  | Rockn' Roll Jam               |       |
| 2.  | Scared to Death (Excerpt)     |       |
| 3.  | Bells of Doom                 |       |
| 4.  | Macabre Declension            |       |
| 5.  | Paroxysmal Holocaust          |       |
| 6.  | Outro                         |       |
| 7.  | Ravaged                       |       |
| 8.  | Black (démo)                  |       |
| 9.  | Melez (démo)                  |       |
| 10. | Path of the Psychopath (démo) |       |